# Covid19
A Covid19 (koronavírus-betegség 2019, coronavirus disease 2019) vírusos légúti, illetve légzőszervi megbetegedés, amelyet a SARS-CoV-2 nevű koronavírus okoz. Az Egészségügyi Világszervezet (WHO) 2020. március 11-én hirdette ki a betegség okozta világjárvány megjelenését. A betegség okozta halálozás jellemző aránya a WHO szerint (a 2020 márciusi adatok alapján) 3,4%. A specifikusan a koronavírus-fertőzés ellen és a betegség kezelésére (széles körben elfogadott) hatásos gyógyszer még nemigen áll rendelkezésre, a megelőzését szolgáló covid19 vakcinákat és védőoltásokat viszont már több cég is kifejlesztette. A vírust a fertőző betegek cseppfertőzéssel terjesztik. A vírus, miután 2019 decemberében járványt okozott, néhány hónapon belül világszerte elterjedt. 2020 novemberére sikerült létrehozni a koronavírus-fertőzés ellen védő, első vakcinákat, amelynek az alapját Karikó Katalin biokémikusnak és munkatársának a szabadalma vetette meg. Ez a technológia képezi az alapját a Moderna és a Pfizer–Biontech gyógyszergyártók oltóanyagának.

## Története
A feltételezések szerint az eredetileg csak állatok közt terjedő (SARS-CoV-2 nevű) vírus valahogyan átlépte a fajok közti korlátokat és emberre is átterjedt. A vírus tényleges eredete jelenleg ismeretlen, de a 2019. decemberi esetek megjelenése óta úgy tűnik, főként csak emberről emberre terjed. Tehát a vírus terjesztésében úgy tűnik állati közvetítők nem vesznek részt. Az első tanulmányt, amelyben 41 igazoltan COVID-19-ben szenvedő beteg esetéről számoltak be, 2020 januárjában publikálták a The Lancet folyóiratban. E tanulmányban a betegség megjelenésének időpontját 2019 decembereként jelölték meg. A WHO hivatalos publikációjában a betegség legelső megjelenésének dátumát 2019. december 8-ra tette. Később megjelent tanulmányokban az elsőként Kínában észlelt esetek dátumai közt a 2019. november 17-i dátum is megjelent, miután a szakértők úgy vélték, hogy utólag megtalálták a feltételezett „első” fertőzött egyént.
Az elnevezésben a „CO” a korona, a „VI” a vírus, a „D” a betegséget (disease) jelöli, a „19” pedig a megjelenés évére utal.
Az Egészségügyi Világszervezet 2020 februárjában a SARS-CoV-2 nevet javasolta a vírus megnevezéseként.

## Vizsgálat

### Tesztelés

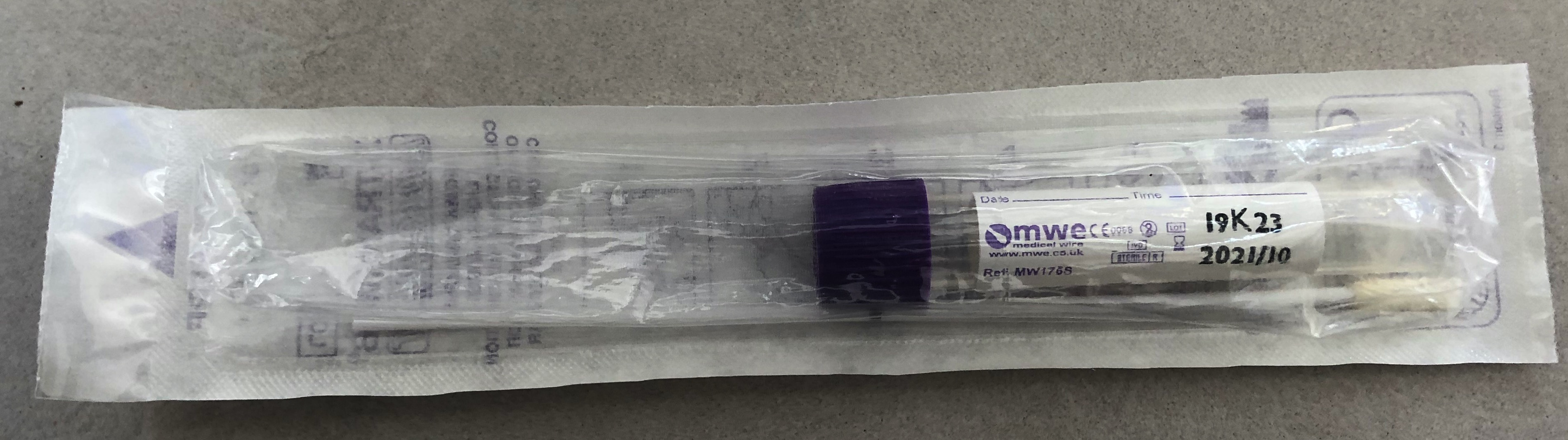
Covid19-tesztkészlet

Aktuálisan zajló covid-19 betegség kimutatására légúti mintából, a vírus ellen termelődő ellenanyagok jelenlétének kimutatására vérmintából van lehetőség. A vérminta vizsgálatán alapuló tesztek akut covid betegség detektálásra gyakorlatilag alkalmatlanok.

#### Légúti minta vizsgálatán alapuló tesztek
Zajló covid-19 betegéség kimutatására legmegbízhatóbb az ún. RT-PCR teszt (RT-PCR Real Time – Polymerase Chain Reaction PCR). Ez a teszt a vírus örökítőanyagát (RNS) mutatja ki, a rendelkezésre álló legspecifikusabb és legérzékenyebb módszer. A teszthez orrgaratból és szájgaratból történik mintavétel steril pálcával. A minta elemzése mikrobiológiai laboratóriumban történik. A módszer hátránya, hogy erőforrás- és időigényes, a teszt eredményére – figyelembe véve a laborok leterheltségét is – általában több napot kell várni. Nem megfelelő mintavétel álnegatív eredményt szülhet, ezért a mintavételt legtöbbször képzett szakember végzi. A legdrágább vizsgálati módszer. Fertőzőképesség kimutatására e teszt korlátozottan alkalmas, lezajlott betegséget követően, nem fertőző személy esetén mintája is hozhat pozitív eredményt a módszer érzékenysége miatt, ez azonban nem jelent fertőzőképességet.
A PCR teszt említett hátrányai hívták életre az ún. rapid antigénteszteket. E tesztek a vírus S-proteinjét (antigén) mutatják ki és szintén zajló covid-19 betegség kimutatására hivatottak. Olcsóbbak a PCR teszteknél, de érzékenységük is alacsonyabb. Szemben a PCR teszttel antigén teszt esetében elég egy mintát levenni garatból és a teszt 15 perc múlva eredményt ad. Tünetes beteg pozitív antigén gyorstesztje igazolja a covid betegséget, a negatív tesztet PCR vizsgálattal szükséges megerősíteni. A mintát ideális esetben itt is képzett szakember veszi le, mivel a helytelen mintavétel e teszt esetében is álnegatív eredményt hozhat. Ennek ellenére elterjedt, hogy az egyén önmagán végzi el a tesztet, amely sok esetben helytelen mintavétellel járhat.
Vérvizsgálaton alapuló tesztek
Ezek az ún. szerológiai tesztek a vírus ellen termelődő ellenanyagokat (antitestek) mutatják ki a vérből, de léteznek az ún. T-sejtes immunitás kimutatására hivatott tesztek is. A legtöbb ilyen vizsgálat vénás vérből laboratóriumban elemezve történik, de léteznek ujjbegyből vett vérrel végezhető ellenanyag gyorstesztek is, ezek jóval pontatlanabbak és felhasználhatóságuk jóval korlátozottabb.
Zajló covid-19 betegség detektálására e tesztek gyakorlatilag alkalmatlanok, mivel az ellenanyagok szintje csak a fertőzés 7-10. napján kezd emelkedni. Fertőzőképesség kimutatására e tesztek szintén alkalmatlanok, mivel az ellenanyagok a betegség lezajlása után is megmaradnak. T-sejtes immunitás vizsgálata az előbbi célokra szintén alkalmatlan.
A tüskefehérje elleni antitestek jelenlétét vizsgáló tesztek bármely védőoltással, az ún. nukleokapszid elleni antitestek jelenlétét vizsgáló tesztek teljes elölt vírust tartalmazó oltással végzett vakcinációt követően pozitívvá válnak. A T-sejtes immunitás kimutatására hivatott tesztek vakcinációt követően szintén pozitívvá válnak.
E tesztek leginkább oltatlan személy esetében covid-19-en való átesettség utólagos vizsgálatára alkalmasak. Nukleokapszid elleni ellenanyag jelenlétét vizsgáló teszt MRNS, ill. vektorvakcinával immunizált személy esetében szintén alkalmazható covid-19-en való átesettség utólagos kimutatására.
Leginkább az oltási program kezdetét követően elterjedtté vált e tesztek az oltás/fertőzés utáni védettség meglétének, ill. mértékének vizsgálatára való használata, noha az ilyen irányú felhasználás egyéni szinten tudománytalan.

### CT-vizsgálat
A komputertomográfia (Computed [Axial] Tomography, CT vagy CAT) vizsgálatok kétoldali, tejüvegszerű homályos foltokat mutatnak. A képalkotó vizsgálatokkal a tüdőgyulladás igazolható. A COVID-19 okozta tüdőgyulladás CT képét a szakemberek általában jól el tudják különíteni más tüdőgyulladások képétől.  

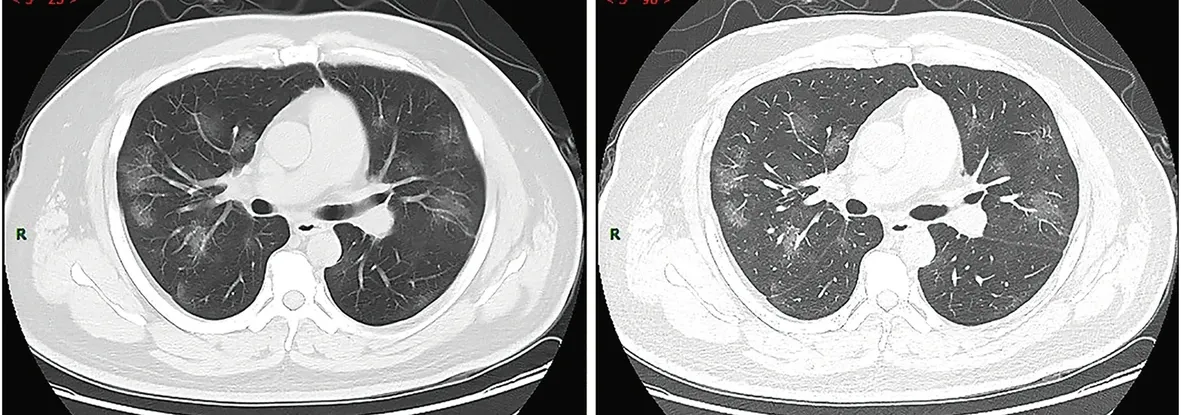
Komputertomográf (CT) felvétel egy 38 éves férfi Covid19-beteg tüdejéről

## Jellemzői

### Tünetek
- Láz
- Köhögés
- Fejfájás
- Fáradtság
- Izom- vagy testfájdalmak
- Íz- vagy szaglásvesztés
- Torokfájás
- Hányinger
- Hasmenés[20][21]
- Szaglászavar [22]
- Ízérzékelés zavar

Európában egyre többen számoltak be a szagló- és ízlelőképesség teljes vagy részleges elvesztéséről a betegség során. A betegség súlyosabb tünetekkel történő megjelenése, illetve a magasabb halálozás kockázata az idősebbek (50 és 60 éves betegek) és a krónikus betegségekkel küzdők esetében nagyobb, illetve legmagasabb a 70 évnél idősebb betegek esetében. Az új koronavírus súlyos szövődménye a Novel Coronavirus-Infected Pneumonia (NCIP) tünetei más típusú tüdőgyulladásokhoz nagyon hasonlóak: magas láz, száraz, köpetürítéssel nem járó köhögés, légzési nehézségek, izomfájdalmak, fáradékonyság.

### Lappangási idő
A Covid19 betegséget okozó koronavírus vírusfertőzés inkubációs ideje (a fertőződéstől a tünetek megjelenéséig eltelt idő) becslések szerint 2 és 14 nap között jelentették, a következő források alapján:
- Az Egészségügyi Világszervezet (WHO) a SARS-CoV-2 vírus inkubációs periódusáról 2 és 10 nap között számolt be.
- A Kínai Nemzeti Egészségügyi Bizottság (NHC) becslése szerint az inkubációs periódus 10–14 nap.
- Az Egyesült Államok CDC-je szerint a SARS-CoV-2 vírus inkubációs periódusa 2 és 14 nap között lesz.

Egyes megfigyelések ennél hosszabb lappangási időről is beszámoltak: egy kínai (a kormányzat számára készült) egészségügyi jelentés szerint Hupej tartományban egy fertőzött gyanús 70 éves férfi tünetei a fertőzésgyanú felmerülését követő 27. napon jelentek meg.
A betegség átlagos inkubációs periódusa körülbelül 5 nap.
A világon megfigyelt átlagos SARS-CoV-2 vírus inkubációs periódus:
- 3,0 nap (0–24 napos tartomány, 1324 eset alapján)[33]
- 5,2 nap (4,1–7,0 napos tartomány, 425 eset alapján)[34]

A pandémiát okozó koronavírus járványtani alap szaporodási ráta mérőszám (R0) értéke a korai adatok alapján körülbelül 2,2-re becsülhető, vagyis egyetlen fertőzött személy átlagosan körülbelül 2,2 másik személyt fertőz meg. Felmerült a kutatók körében, hogy a korai adatok alapján számított R0 érték nem volt megfelelő, és 5,7 lenne a helyes.

### Lefolyása
A betegség klinikai lefolyásának három fő mintája létezik, miután a SARS-CoV-2 koronavírus egyszálú RNS-örökítőanyaga beépül az orr és a felső légutak nyálkahártyájának hámsejtjeibe és elkezd szaporodni:
- felső légúti tüneteket mutató enyhe lefolyású betegség
- nem életveszélyes lefolyású tüdőgyulladás
- súlyos tüdőgyulladás akut légzőszervi distressz szindrómával: Az ARDS egy életet veszélyeztető állapot: a tüdő olyan jellegű károsodása, amely miatt nem jut elegendő oxigénhez, így a keringés és egyéb szervek is károsodnak[38]), amely enyhe tünetekkel kezdődik 7–8 napon át, majd bekövetkezik egy gyors állapotromlás és a beteg állapota komoly életmentő eljárást igényel.[39]

A vírusfertőzés közvetlenül a tüdőhólyagocskákba (alveolus) jut és kétoldali szövetközi tüdőgyulladást okoz (NCIP – novel coronavirus-infected pneumonia) így a tüdő nem képes ellátni funkcióját, a légzést. Az ebből adódó légzési elégtelenség gyakran olyan súlyos, hogy néhány napos kórházi ápolás után a lélegeztető gép oxigénje nem elég az életfunkciókhoz. A fertőzöttek 6 százaléka kerül kritikus állapotba. A tüdőgyulladás általában nagyon súlyos, esetenként halálos kimenetelű betegség, sokan kórházi kezelésre is szorulnak miatta. A szisztémás gyulladásos válaszreakció és a következményes kórfolyamatok okozzák a legtöbb halálesetet az általános intenzív betegellátás során.
Jankovics István virológus, a WHO magyarországi influenzalaboratóriumának egykori vezető főorvosa szerint: „A koronavírus a tüdőhólyagocskák sejtjeiben szaporodik. Amikor a vírusból már nagyon sok lesz, a sejt szétesik, és azon a helyen gyulladásos reakció alakul ki. A sejtelhalás és a gyulladás megszünteti azt a felületet, ahol a tüdőben az oxigén és a szén-dioxid cseréje megtörténik. A légzőfelület beszűkülésével ráadásul a véráram is nehézkesebbé válik, a gyulladt területek kapillárisai nem tudnak megfelelően működni. Emiatt a jobb vérköri nyomás elkezd nőni, ami annyira terhelheti a szívet, hogy összeomlik a keringés.” 
A nemdohányzók között a hörgők öntisztuló képessége nagy mértékben befolyásolja a gyógyulást. A dohányosoknál a tüdőgyulladás súlyosabb és hosszabb lefolyású. A csillószőrök károsodhatnak a fertőzés következtében, ami szintén súlyosabb és hosszabb gyógyulási folyamatot eredményezhet. Az antibiotikum-rezisztens baktériumok megtámadhatják a tüdőt, ami további problémákat okozhat.

### A kórokozó tulajdonságai

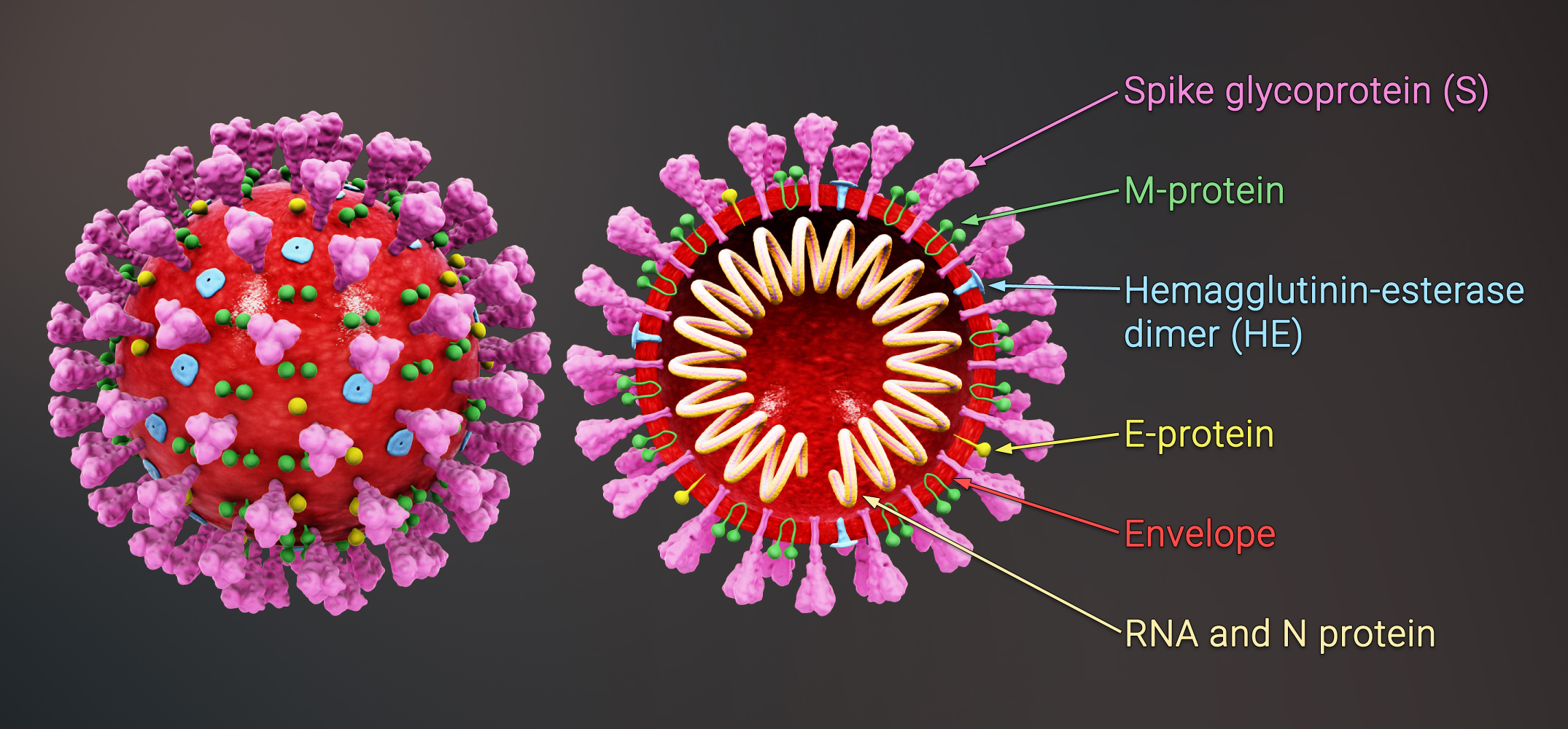
A Covid19-betegséget okozó SARS-CoV-2 koronavírus (severe acute respiratory syndrome coronavirus 2) 3D modelljének keresztmetszete, amely a vírus belső alkotóelemeit mutatja be. A négy felszíni fehérjéje E, S, M és HE jellel jelölve. Az S jelű glikoprotein okozza a koronaszerű megjelenést, amelyről a vírust elnevezték

A Covid19 betegséget a SARS-CoV-2 koronavírus okozza, amely egy pozitív szálú ssRNS vírus. Nincs benne reverz transzkriptáz, ellenben RNS-ből egyszerre RNS-t csinál, a genom kódolja hozzá a polimerázt. Kínai szakértő szerint a vírus nem a SARS-CoV koronavírus továbbfejlődött evolúciós változata, hanem egy új vírus. A SARS-CoV-2 koronavírusnak is RNS az örökítőanyaga és egy membránburok veszi körül. A nemzetközi biológiai adatbázisokban elérhetővé vált a vírus teljes genomja így a kutatók megismerhették a vírus receptorhasználatát. Ez segít megérteni a vírus eredetét, viselkedését és változását, illetve hozzájárulhat a kezelési módok és egy védőoltás kifejlesztéséhez is.

### A kórokozó terjedési módja
A vírus főként szoros érintkezéssel és cseppfertőzéssel terjed, de terjedhet a szennyezett felületek érintése által is. A tünetek megjelenése előtt, a lappangási idő alatt is terjedhet. A vuhani egyetem és a vuhani virológiai intézet szakértői szerint a fertőzöttek széklete is fertőzhet, ugyanis a vírus jelenlétét kimutatták a betegektől származó mintákban. Az ÁNTSZ 2020. március 1-ji tájékoztatója szerint a vírust fertőzött személy vizeletében, illetve székletében is kimutatták, de nincs közvetlen bizonyíték a vírus széklet útján történő terjedésére.

## Post-COVID szindróma
A COVID-19 fertőzés a tüdők mellett más szerveket is károsíthat, ezzel növelve a hosszú távú egészségi problémák kockázatát. Okozhat szívizomgyulladást, amelynek szövődményeként akár szívelégtelenség is felléphet.

### A post-Covid szindróma tünetei
Az akut fertőzést követően 4-6 hét múlva is jelentkezhetnek panaszok. A leggyakoribb tünetek a fáradékonyság, nehézlégzés, mellkasi fájdalom, koncentrációs zavarok, álmatlanság vagy rémálmok. Ezen tünetek, akár több hétig is fennállnak, s akkor ún. long-COVID (vagyis hosszú COVID) szindrómával kell számolnunk.

### A post-Covid szindróma gyermekeknél
Az akár észrevétlenül lefolyt Covid-betegség után gyermekek esetében is egyre gyakrabban lép fel szinte bármely létfontosságú szerv súlyos gyulladása, magas láz kíséretében.

## Megelőzés
Az ajánlott megelőző intézkedések között szerepel a szappannal történő kézmosás, mivel a szappan hatékony koronavírus-ellenes tulajdonságokkal rendelkezik. Egyéb ajánlások között szerepel a száj lefedése köhögés esetén, a másoktól való távolság megőrzése, valamint a fertőzést gyanító emberek megfigyelése és karanténba helyezése. A Covid19-re vonatkozó speciális terápiás gyógyszerek vagy oltások hiányában elengedhetetlen a betegség korai észlelése és a fertőzött beteg azonnali elszigetelése az egészséges populációtól. Erdei Anna immunológus, az ELTE Immunológiai Tanszékének vezetője szerint – az elterjedt nézetekkel ellentétben – nem bizonyított, hogy az immunrendszert meg lehet erősíteni vitaminok fogyasztásával.

### Fertőtlenítés, védőeszközök és szociális távolságtartás
Az Egészségügyi Világszervezet (WHO) és az amerikai Centers for Disease Control and Prevention (CDC) szerint követni kell a légzőszervi vírusok elkerülése érdekében szokásos óvintézkedéseket:
- Gyakori kézmosás szappannal és vízzel vagy alkohol alapú kéztisztítóval
- A száj és az orr eltakarása a könyökkel vagy szövettel, ha valaki köhög vagy tüsszent
- A szem, az orr és a száj érintésének elkerülése, ha a kéz nem tiszta
- Kerülni kell a szoros érintkezést a betegekkel
- Kerülni kell az edények, poharak, ágyneműk és egyéb háztartási cikkek megosztását a betegekkel
- Tisztítani és fertőtleníteni kell azokat a felületeket, amelyeket gyakran megérintenek az emberek
- Ha beteg valaki, akkor maradjon otthon és ne menjen a munkahelyére, az iskolába és nyilvános területekre

Tájékoztató plakát a betegség megelőzéséről

A WHO a fentieken túlmenően javasolja, hogy:
- Láz, köhögés és légzési nehézség esetén mindenki forduljon az orvosához
- Kerülni kell a nyers, a nem főtt húsok vagy állati szervek elfogyasztását
- Kerülni kell az érintkezést az élő állatokkal és azokkal a felületekkel, amelyeket esetleg megérintettek, kerülni kell az olyan élő állatokat árusító piacokat az olyan területeken, ahol a közelmúltban új koronavírus-esetek voltak [61]

#### Kézmosás és a környezet fertőtlenítése
Elsősorban a gyakori kézmosás, a gélalkohol fertőtlenítő használata segít megelőzni a vírusfertőzést. Csíramentesítő takarításhoz vírusölő tulajdonsággal rendelkező készítmények használata javasolt. A megfelelő kézmosás legalább 20-30 másodpercig tart, meleg vízzel és szappannal, ajánlott továbbá fokozott figyelmet fordítani az ujjak közötti terület és a kézfej alapos tisztítására.
A SARS-CoV-2 koronavírus lipidburokkal rendelkező, egyszálú RNS vírus és a lipidburkot az alkohol, és a klór képes megbontani, ezáltal a vírus sérülékennyé válik, így az alkoholtartalmú és klórtartalmú fertőtlenítőszerek hatékonyan pusztítják. Az epesók, amelyek az emberi emésztőrendszerben találhatóak és a gyomor savas közege szintén károsítja a lipidburokkal védett víriont. A koronavírusok jellemzően cseppfertőzéssel és a fertőzött váladékokkal történő direkt vagy indirekt kontaktussal terjednek. A hipó nátrium-hipoklorit (NaClO) valamennyi kórokozót elpusztítja. A ruhákat fehérítő mosószerrel kell mosni, mert a fehérítők is megölik a kórokozókat.
Megjelent a fertőtlenítés (dezinfekció) egyéb módját ismertető híradások között az UV-C 280-200 nm csíraölő hatású ultraibolya fényforrások bemutatása is, mint az új koronavírus elterjedésének megakadályozására szolgáló egyéb eszköz. Az ultraibolya fény nemcsak a felületeken, hanem a levegőben is megöli a vírust. Levegő- és felülettisztítóként is működik. Az UV-C csírátlanító technológia segítségével vegyszerek nélkül másodpercek alatt inaktívvá válnak a mikroorganizmusok. Az UV-C csírátlanítás minden mikroorganizmus esetében működik, lehet az a gyakran előforduló kólibaktérium, SARS, legionella vagy penész.

#### Közösségi távolságtartás
Javasolt a fertőzött személyekkel történő érintkezés kerülése. A WHO javaslata szerint legalább 1 méter távolságot kell tartani a fertőzés tüneteit mutató gyanús személytől, különös tekintettel, ha az köhög, tüsszög vagy lázas.

A Covid19-pandémia ideje alatt hazai kutatók, egyetemi műhelyek és mobilszolgáltatók képviselői közösen kidolgozták az országos szintű népességmozgást monitorozó módszertant. A módszertan a mobiltelefonok használatakor automatikusan rögzített, rutin adatokra épül és a hívást közvetítő adótorony helyadatait használja a mobiltelefont használók földrajzi helyének becslésére. Az adatok személyazonosításra teljesen alkalmatlan. Mivel a három nagy mobilszolgáltató európai szinten is jelentős szereplő, a módszertan könnyen adaptálható más országokra, illetve alkalmassá tehető a tagországok közötti vándorlás elemzésére is.

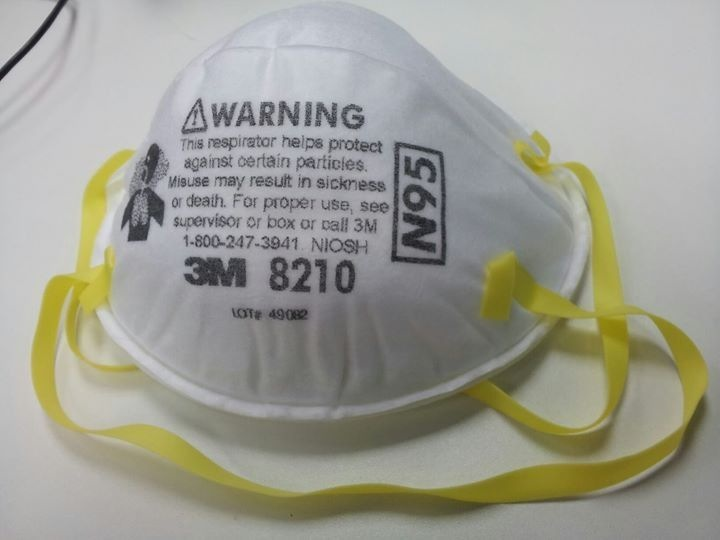
3M-N95 0.3 mikron átmérőjű részecskéket is szűrő arcmaszk, amelyet úgy terveztek, hogy az archoz szorosan illeszkedjen

#### Védőmaszk
Habár a védőmaszkok megelőzési céllal történő használatának haszna egészséges egyének esetében egy vitatott kérdés a szakemberek körében, a járvány felbukkanását követően a magyarországi patikákban, a lakossági vásárlók részéről megnőtt a kereslet az ilyen jellegű termékek iránt, így üzletekben hiánycikké vált a védőmaszk. A kötelező maszk viselése azonban pattanások és bőrirritációk kialakulását okozza, amelynek már külön neve is van: ez a maszkné  jelenség. 

##### Hagyományos sebészeti maszk
A speciális használatra szánt maszkoktól eltérően a lakosság által használt eldobható védőmaszkot nem úgy tervezték, hogy megakadályozzák a legkisebb részecskék bejutását az orrba és a szájba. Csökkentik a fertőzés kockázatát, de a tökéletes illeszkedés kialakítása lehetetlen. 
Alapvetően két különböző védettségi szintű és pórusméretű arcmaszk használatos: a műtéteknél használt arcmaszk, amely nem rendelkezik vírusszűrő képességgel, és az úgynevezett N95 légszűrő maszk, amely képes a vírusokat is szűrni.
Jakab Ferenc virológus egészséges embereknek megelőzés céljából nem javasolja a szájmaszk viselését, véleménye szerint a szájmaszk nem véd a koronavírus fertőzés ellen, de továbbterjedését gátolja. Dr. William Schaffner, a Tennessee-i Vanderbilt Egyetem fertőző betegségek szakértője szerint egy szokásos műtéti arcmaszk nem nyújt védelmet az új típusú koronavírus-fertőzés ellen. Állítása szerint a 3M-N95 légzésvédő maszk, amely vastagabb, mint egy műtéti maszk, viszont alkalmas az új koronavírus kiszűrésére. Az egészségügyi, sebészeti vagy „műtős” maszkok (EN14683:2005) baktériumszűrő hatásfoka csupán 95-98%.

##### Vírusszűrő maszkok
A korszerű védőmaszkok a szűrőanyagukban lévő réz-oxid nanorészecskéknek köszönhetően elfogják a cseppfertőzéssel a levegőben terjedő koronavírust és képesek annak elpusztítására is. A szűrő típusú légzésvédő eszközök esetében (mint amilyenek a jelenleg javasolt FFP2 és FFP3 szűrőosztályú légzésvédő eszközök) a belélegzett levegő egy szűrőn áramlik keresztül, amely a szennyező anyag visszatartásával, szűrésével a levegőből eltávolítja és/vagy megköti a részecske, valamint a gáz, gőz halmazállapotú szennyezőket.
A Nemzetközi Fertőző Betegségek Folyóiratában még 2008-ban közzétett tanulmány megállapította, hogy a védőmaszkot használók 80%-ban védettek az influenza ellen, így az ún „N95” jelzésű részecskeszűrő maszk használata is alkalmas a vírusfertőzések terjedésének megelőzésére, ha helyesen viselik. A koronavírus család vírusai meglehetősen nagyok, átlagosan 0,06-0,14 mikron (μm). Tehát elméletileg az „N95” megjelöléssel rendelkező maszkokon keresztül egyes vírusrészecskék átjuthatnak, hiszen ezek a 0,3 mikron méretű részecskék 95%-át képesek kiszűrni a levegőből, ennek ellenére az Amerikai Járványügyi Ellenőrző és Megelőző Központ (Centers for Disease Control and Prevention, CDC) javasolja a védőmaszkok viselését az ilyen betegek, illetve a velük foglalkozó egészségügyi dolgozók számára, és ott, ahol a járvány van.
A különféle légzésvédelmi és aeroszolok ellen védő termékek körében a részecskeszűrőket minősítő jelölés a védelmi képességre utal, a névleges védelmi tényező mutatója az MK érték, a maximális védelmi tényezőt határozza meg. Az európai szabvány (EN 149: 2001) a részecskeszűrőket három osztályba sorolja: FFP1, FFP2 és FFP3, a megfelelő szűrési hatékonysággal 80%, 94% és 99%. Az FFP1 csak a port szűri ki. Az FFP2 jelzésű már véd a vírusok ellen, de az FFP3 ötször nagyobb védelmet biztosít. Az FFP3 besorolású egészségügyi maszkok megbízhatóbban védenek az N95 típusú maszkoknál. Egy olasz gyártó szerint a vírus terjedésének csökkentése érdekében a fertőzött embereknek FFP2 vagy FFP3 védettségi szintű eldobható maszkokat kell viselniük kilégzőszelep nélkül. A fertőzött emberekkel foglalkozóknak az FFP2 vagy FFP3 védettségi szintű eldobható maszkokat, lehetőleg kilégzőszelep nélkül kell alkalmazniuk. A szelep nélküli kivitel a fertőzött páciensek esetén a vírus továbbadását is akadályozza. Az FFP3 változatokat szelep nélküli változatban nem gyártják.

#### Védőkesztyű
Az orvosi védőkesztyű használata a fertőzés megelőzésében minden olyan esetben indokolt lehet, ha feltételezhetőleg fertőzött felületek megérintése szükséges.

## Kezelés
Ugyan a betegségnek jelenleg nincsen hatásos gyógymódja, a súlyosabb állapotba került betegeket támogató ellátással kezelik, amely többek között folyadékpótlásból, illetve a létfontosságú szervek működésének támogatásából áll. Ilyen például a szervezet oxigénellátásának javítása lélegeztetőgépek segítségével. A legsúlyosabb lefolyású esetek során az extrakorporális keringés és légzés támogatási technikák (Extracorporeal membrane oxygenation ECMO) segítségével (Extrakorporális Membrán Oxigenizáció, Kamrai Keringéstámogató Eszköz) próbálják az orvosok megmenteni a Covid19-betegségben szenvedő pácienseket. Az extrakorporális eszköz közvetlenül oxigenizálja a vért, illetve eltávolítja belőle a szén-dioxidot. Az ECMO ARDS-ben történő használata csökkentheti a halál kockázatát.
A betegség tüneteinek kezelésére néhány szakember a paracetamol (acetaminophen) használatát javasolja elsőként választandó szerként az ibuprofénnel szemben. Igaz, hogy a WHO vagy az amerikai Nemzeti Egészségügyi Intézet (NIH) a tünetek kezelése esetén nem ellenzi az olyan nem szteroid gyulladáscsökkentő gyogýzerek használatát, mint amilyen az ibuprofen, több népegészségügyi szervezet köztük az amerikai FDA is azt nyilatkozta, hogy jelenleg nincs bizonyíték arra, hogy az NSAID-ok a tünetek rosszabbodását idézi elő a COVID‑19 betegség esetén.

### Kísérleti gyógymódok és hatóanyagok
Az ismert antibiotikumok csak a baktériumok okozta fertőzések ellen hatásosak, a vírusos tüdőgyulladást csak a szövődmények megjelenése után segíthetik az esetleges bakteriális fertőzéseknél. Miután kínai és más külföldi médiaszereplők is arról számoltak be, hogy a Csöcsiangi Egyetem kutatói hatékony gyógyszert találtak az új vírusfertőzés ellen és a kutatók „jelentős áttörést” értek el a védőoltás kifejlesztésében, Tarik Jasarevic a WHO szóvivője kijelentette, hogy nincsenek ismert terápiák a Covid19-vírus ellen, és „”egy kórokozó elleni védőoltás kidolgozása és tesztelése rendszerint éveket vesz igénybe."
Az ígéretes kutatási irányok, amellyel kísérleteznek:
- antivirális szerek:

- ebola elleni szerek: például Remdezivir, és a Favipiravir, mely utóbbi Magyarországon is forgalomba került 2021 elején.
- HIV-gyógyszerek, főleg a Lopinavir és a Ritonavir kombinációja, illetve a emtricitabine és a tenofovir kombinációt tartalmazó „Truvada”
- malária elleni gyógyszerek: Klorokin (chloroquine) és hidroxiklorokin (hydroxychloroquine)
- hepatitis C vírus elleni szerek: például a Ribavirin, amely, egy Magyarországon is forgalomba lévő gyógyszer
- TBC elleni szerek: Pyrazinamid,[forrás?] amely egy Magyarországon is forgalmazott antibiotikum

- immunmódosítók például vérplazma-kezelés, vagy az immunszupresszor mikofenolát-mofetil,[forrás?] amely egy Magyarországon CellCept márkanéven forgalmazott gyógyszer.
- vakcinák[122]

#### Antivirális hatóanyagok
Általános és erős vírusellenes gyógyszerek a 2019-es koronavírus-betegség (Covid19) klinikai kezeléséhez: Lopinavir/Ritonavir, Klorokin, Remdesivir, Nafamostat, Oszeltamivir, Penciklovir/ Aciklovir, Ganciclovir, Favipiravir (T-705), Nitazoxanide. A vírusellenes gyógyszerek megakadályozzák a vírusok szaporodását vagy megakadályozzák a vírusok tüdősejtekbe történő bejutását.

##### Influenza, rhinovírus és HIV elleni szerek
Thaiföldi orvosok sikereket értek el a vuhani új koronavírus-fertőzés súlyos tüdőgyulladásos eseteinek kezelésében, influenza és HIV gyógyszerkoktél kombinációjával. A kezdeti eredmény, hogy a 48 órás kezelés során egy betegnél hatalmas javulás jelentkezett. 2020. február 3-án azt is bejelentették, hogy egy második beteget is eredményesen kezeltek a lopinavir-ritonavir-oszeltamivir gyógyszerkeverékkel. A Rajavithi Kórház szerint a 71 éves kínai nő esetében, a kezelés hatására a beteg állapota jelentősen javult.
Német kutatók még 2003-ban a rhinovírusok ellen kifejlesztett proteáz inhibitor készítményt teszteltek, ami megfelelően módosítva akár a SARS ellenében is hatásos lehet. Ennek az anti-proteáz szernek megkezdték a klinikai tesztelését. „Az első az amerikai AbbVie gyógyszercég lopinavir és ritonavir proteáz-blokkolókat tartalmazó, eredetileg a HIV-fertőzés ellen kifejlesztett gyógyszere. Ezek a proteáz fehérjebontó enzimet blokkoló molekulák meggátolják a vírus replikációját, mégpedig úgy, hogy megakadályozzák, a felépítéséhez szükséges érett fehérjék keletkezését. A gyógyszer, amelyet a kínai hatóságok teszteltek, korábban a SARS és MERS ellen is hatékonynak bizonyult.”

##### Remdesivir
A Gilead Science gyógyszergyártó, együttműködik az amerikai kormányzati és nem kormányzati szervezetekkel és a helyi szabályozó ügynökségekkel annak érdekében, hogy a potenciális kísérleti Remdezivir nevű gyógyszerét, biztosítsa a támogatásra jogosult Covid19-betegeknek. Három német kórház vesz részt a hatóanyaggal végzett vizsgálatokban. A düsseldorfi egyetemi klinika (UKD) „egyes esetekben” olyan vírusellenes gyógyszereket használ, amelyeket még nem hagytak jóvá koronavírusos betegek kezelésére, ezek közé tartozik a remdesivir is. Az Európai Bizottság 2020 júliusában engedélyezte a remdesivir forgalmazását mint az első hatékony, Covid-19 betegség elleni gyógyszert.

##### Molnupiravir
A molnupiravir tabletta hatóanyaga a remdesivir „testvérvegyülete”. A SARS-CoV-2 vírusok genetikai anyagának (RNS) a szaporodását gátolja.

##### Ribavirin, a6-az azauridine és a glycyrrhizin
Mivel egy Hongkongban végrehajtott génszekvencia-vizsgálat szerint a SARS-CoV vírus genetikailag 84%-os hasonlóságot mutat a Covid19-betegséget okozó SARS-CoV2 vírussal, ebből következőleg a SARS-ellenes aktivitással rendelkező anyagokat vizsgáló kutatások is hasznosak lehetnek a Covid19 elleni hatásos ellenszer kutatása során. Annál is inkább mivel számos ilyen kutatási anyag áll rendelkezésre. Ezek egyike egy 2003-ban végzet kutatás is, amely során a SARS-CoV (koronavírus okozta Súlyos Akut Légzőszervi Szindróma) esetén Cinatl és munkatársai a Frankfurti egyetemen öt anyag vírusellenes hatását vizsgálta. Ezek a következők voltak: a ribavirin, a6-az azauridine, a pyrazofurin, a mycophenolic sav, és a glycyrrhizin. Eredményeik alapján mind közül az édesgyökér egyik hatóanyagát a glycyrrhizin-t (nagy dózisban adagolva) találták a legaktívabbnak a vírus replikációjának gátlásában. A kutatók a glycyrrhizin további vizsgálatát javasolták a koronavírus okozta Súlyos Akut Légzőszervi Szindróma kezelésében, mivel hatásosabbnak bizonyult, mint a ribavirin, amelyet a SARS egyik leggyakrabban alkalmazott gyógyszere. Eredményüket alátámasztani látszanak más kutatási eredmények is például egy laboratóriumban végzett vizsgálat, amelynek eredménye szerint kémcsőben a növény gyökerének kivonata blokkolta a SARS vírus növekedését a sejtek belsejében. Hoever és munkatársai azt találták, hogy a glycyrrhizin és derivátumai, kémcsőben képesek gátolni a SARS típusú koronavírus többszöröződést. Kutatási eredményeik összegzésekor Cinatl és munkatársai klinikai tesztek során arra az eredményre jutottak, hogy a glycyrrhizin képes gátolni a SARS-CoV vírus sokszorozódását (replikációját), ezért a glycyrrhizin vizsgálatát további klinikai tesztek elvégzését javasolták a koronavírus elleni gyógyszer kifejlesztése céljából. Egy 2020-ban megjelent különlenyomatban Chen és munkatársa hívták fel a figyelmet arra, hogy különféle más természetes anyag mellett a glycyrrhizin is hasznos lehet az új típusú koronavírus okozta betegség kezelésében.

##### Klorokin, Hidroxiklorokin
A hidroxiklorokin (Magyarországon nem törzskönyvezett) klinikai kísérletben hatékonyan csökkenti a vírusterhelést a koronavírus által megfertőzött betegekben. Philippe Gautret francia orvos és munkatársai egy olyan kis esetszámú klinikai vizsgálat eredménye szerint a hidroxiklorokin önmagában is, de különösen azitromicinnal kombinálva hatékonynak bizonyult a Covid19 gyógyításában. Magyarországon az Alkaloida Vegyészeti Gyár Zrt. állít elő hidroxiklorokin-szulfátot. Pekingben a marseille-inél nagyobb mintán, mintegy 100 betegen tesztelték a klorokint, szintén jó eredményekkel. Ugyanakkor fontos tudni, hogy a hidroxiklorokinnak mellékhatásai is lehetnek, többek között néha például hosszú QT szindrómát, szívmegállást és hosszútávon nagy dózisban adagolva látásromlást okozhat. Az amerikai Élelmiszer- és Gyógyszerfelügyeleti Hatóság (FDA) engedélyezte 2020. március 23-án a malária ellen is alkalmazott két hatóanyag, a hidroxiklorokin-szulfát és a klorokin-foszfát nevű szerek alkalmazását a Covid19-kór kezelésére. Így kísérleti jelleggel New Yorkban 1100 páciens kezelését kezdték meg e gyógyszerrel.
Egy brazil tanulmány során a Klorokinnal kezelt Covid19-páciensek néhány nap alatt szívritmuszavart produkáltak, és a hatodik napon 11 ember meghalt, ezért leállították a kutatást.
A Klorokin, Magyarországon Delagil márkanéven forgalmazott, malária ellenes gyógyszer, az -OH csoportja a hidroxiklorokinnak H-hidak képzésére hajlamos így vízoldékonyabb. Előnye, hogy kevéssé toxikus, hátránya, hogy kevésbé hatékony. (Legalábbis a malária kezelésében, hatékonyságát más gyógyszerekéhez viszonyítva.) A klorokin előnye továbbá, hogy a zsírosabb szervekbe, agyba és a teljes nyirokrendszerbe is képes bejutni.

##### Cink
Mivel mind a klorokin mind a hidroxiklorokin, cink ionofór, tehát kelát kötéssel befogja a cinket akár a vírustól is elveszi,és beoldódik a sejtekbe, ahol leadja, és ahol az ion mennyiségileg már toxikussá válik, szerte a világon sok kutató ajánl cinket ezekhez a szerekhez, mivel nagydózisú 2x50 mg/nap cink(ionos állapotú cink tehát cinkoxid nem jó) nélkül szerintük a klorokinok nem működnek, erről a vírusról viszont tudni kell hogy a szaporodásához cinket használ, tehát aki megelőzésként használ cinket, az a cink elmélet szerint épp önmagának árt, a távol-keleten egy másik „Cinkujj kilökőt” a disulfiramot(Magyarországon Anthaethyl-disulfiram,alkoholizmus ellenes szer,melyet Lyme kór és több más rák ellen is kísérletileg újravizsgálnak világszerte,mely eredetileg cipőtalp ragasztó volt 120 éve) is sikeresen használták koronavírusok ellen, de mivel nagyon sok gyógyszerrel farmakológiai ütközése van,tehát nem könnyen lehet más gyógyszert társítani mellé,így a „nyugaton” ezzel nem kísérleteznek.

#### Immunmódosítók
Az immunmodulátorok korlátozzák az immunrendszer túl heves reakcióit úgy, hogy ne károsítsanak jobban, mint maguk a vírusok. Vannak gyógyszerek tüdőbetegek számára, amelyek abban segítenek, ha már nem tud elegendő oxigént szolgáltatni tüdő.

##### A „citokinvihar” ellen tocilizumabbal
A The Lancet orvosi folyóirat megjelentetett egy tanulmányt a Covid19 nevű új koronavírussal fertőzött betegek klinikai jellemzőiről. A tanulmány megjegyzi a vérplazmában keringő gyulladásos citokinek magas szintje által kiváltott az úgynevezett „citokinvihar” megjelenése összefüggést mutat a vuhani koronavírussal (Covid19) fertőzött betegek állapotának súlyosságával. A tanulmány 41 súlyos betegségben szenvedő vuhani beteg adatai alapján készült, akiknél akut légúti distressz szindróma (Akut Respiratoricus Distress Syndroma ARDS) alakult ki. Ugyanezt a korrelációt a „citokinvihar” és a betegség súlyossága között korábban mind a SARS, mind a MERS betegeknél megfigyelték. A „citokinvihar” elleni hatóanyag a tocilizumab (az Actemra és RoActemra nevű, már létező és használt gyógyszerek hatóanyaga) – az olasz Istituto Nazionale Tumori és az Ospedale Colli közvetlenül Kínával együttműködve hozta nyilvánosságra az e gyógyszer által produkált első eredményeket, amelyek a biológiai terápiás szer sikerességét támasztják alá a koronavírus gyógyításában. Március első felében a svájci Roche gyógyszercég az Olasz Gyógyszerügynökséghez fordult, hogy elkezdődhessenek a tocilizumabbal a klinikai tesztek. Ekkori reményeik szerint „legkésőbb két hónapon belül” bevethető lesz a koronavírus ellen. Az anakinra nevű hatóanyag is hatásosnak bizonyult már a „citokinvihar” ellen. Ez a Kineret injekció hatóanyaga. Az anakinra Covid19 elleni hatásosságának klinikai tesztelése is folyamatban van Olaszországban.
Ez a „citokinvihar” vírusos szepszist válthat ki. A Medical Device News Magazine szerint ezek az adatok indokolják az Európai Unió által már jóváhagyott CytoSorb nevű extrakorporális terápiás eszköz, citokin adszorbernek, az ebben a környezetben történő potenciális felhasználását. A súlyos akut légúti distressz szindrómában (ARDS) szenvedő beteg esetében, a tüdőn át történő extrakorporális membrán oxigenizáció például tüdő oedema, pneumónia esetén elterjedt eszköz a gyógyászatban.

#### Vérplazma antitest kivonatok
Vuhanban kínai orvosoknak passzív immunizálással sikerült néhány súlyos beteget megmenteni, miután a fertőzésből felgyógyultakat vérplazma-adományozásra kérték, és az így nyert antitestek szérumával kezelték őket. A The Journal of Clinical Investigation című folyóiratban is publikáltak arról, hogy gyógyult betegek vérszérumában található antitestek képesek semlegesíteni a kórokozót, amely a Covid19 betegséget okozza. Ennek a lehetőségnek a megvalósítása nem igényel különösebb kutatást vagy fejlesztés és néhány héten belül elkészülhet, mivel a szokásos vérbanki gyakorlatra támaszkodik. Egy olyan lehetőség, ami gyorsan elérhető, ha elegendő számú ember felépült már és adományoz immunglobulint tartalmazó szérumot. Egy ismert eset bizonyítja, hogy van erre lehetőség, James Harrison 74 éves férfi például speciális vércsoporttal rendelkezik és olyan antitestek találhatók a vérében, aminek a segítségével kifejlesztették a Rhesus-betegség elleni Anti-D vakcinát, amit kismamák milliói kaptak meg.

#### Egyéb kutatási eredmények
Svájci és a brit kutatók úgy módosították a cukormolekulákat, hogy egyszerű érintkezés útján képesek vírusok elpusztítására, anélkül, hogy az emberre toxikussá válnának. Egy tudományos cikk szerint a módszer alkalmazható lehet például az új kínai koronavírus ellen is.
Az amerikai Lilly gyógyszergyártó bamlanivimab nevű antitest terápiája csökkentheti a betegség szövődményeit. A monoklonális antitest-terápia az enyhe és középsúlyos koronavírusos betegek esetében a súlyos stádium megelőzése érdekében javasolt olyan betegek számára, akik még a fertőzés korai stádiumában vannak.

## Védőoltás

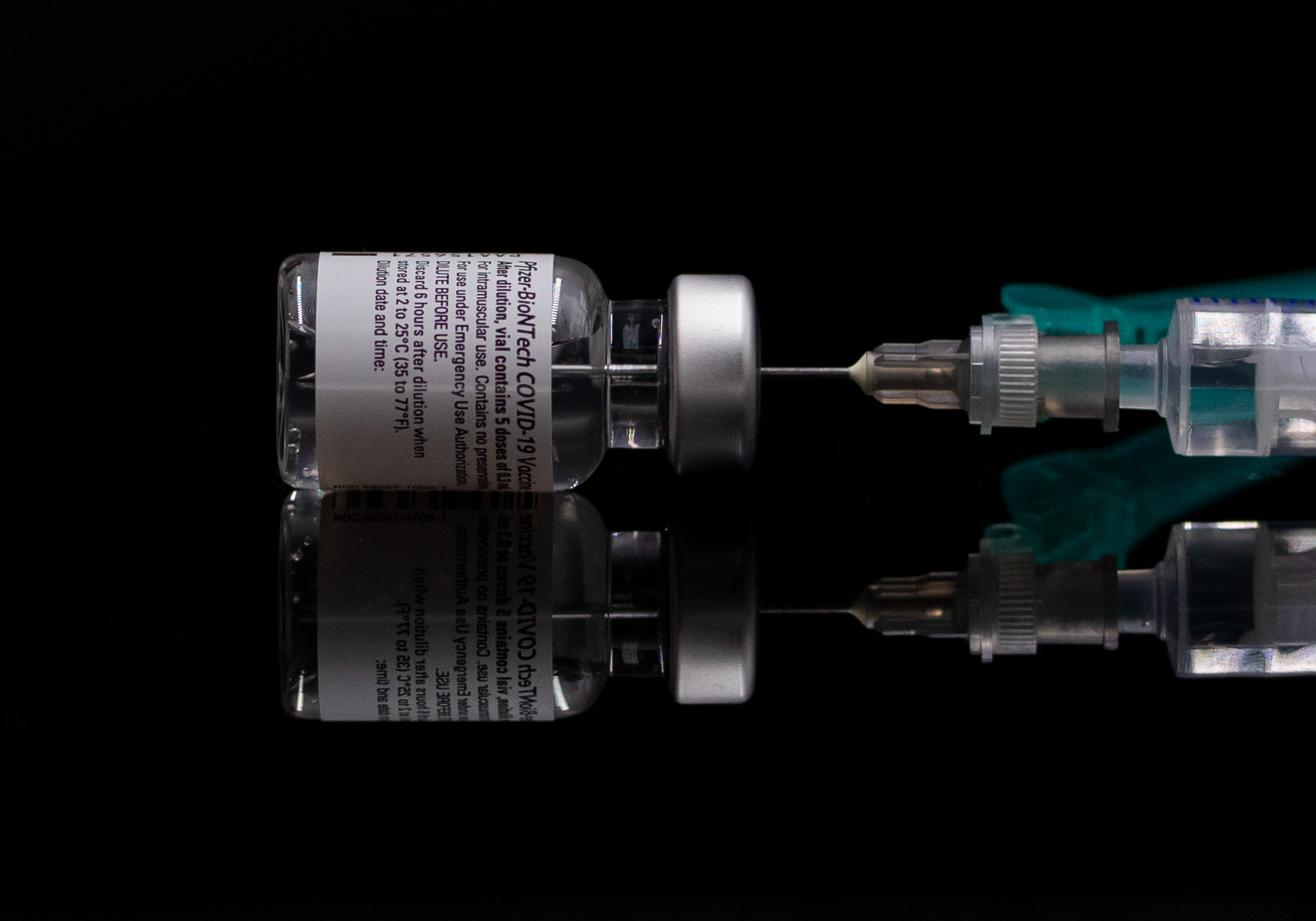
A SARS-CoV-2 humán koronavírus fertőzése ellen védettséget biztosító Pfizer-BioNTech oltóanyag egy mRNS alapú vakcina

A betegséget okozó SARS-CoV-2 humán koronavírus molekuláris azonosításával, patogenezisével, replikációjával, genetikájával és a gazdaszervezet immunogenitásával kapcsolatos számos kutatási területen kellett dolgozniuk a kutatóknak, a hatékony védőoltás kifejlesztéséért. 2020 áprilisában a globális COVID-19 vakcina kutatás-fejlesztésében már 115 oltójelölt vett részt.
Mivel a technológiájuk nagyon-nagyon gyors, a német székhelyű CureVac gyógyszergyártó vezérigazgatója azt nyilatkozta, hogy a cég szerinte képes lesz a koronavírus védőoltás első fázisú klinikai vizsgálatait 2020. nyár elején megkezdeni. A CureVac céggel versenyző amerikai Egészségügyi Intézetek Központja elkezdte tesztelni a fejlesztett vakcinát. A klinikai teszthez 45 önkéntes jelentkezett, 18 és 55 év közötti egészséges felnőttet. A tesztelések körülbelül hat hétig tartottak.
Az Amerikai Egyesült Államok Massachusetts államában található Cambridge-ben, a Moderna Therapeutics nevű biotechnológiai cég a SARS-CoV-2 koronavírus genetikai feltérképezése után 2020. február 25-ére elkészült a kísérleti vakcinával, amit elkezdett tesztelni. Előnyt jelentett az, hogy az új SARS-CoV-2 koronavírus ugyanabba a családba tartozik, mint a súlyos akut légzőszervi szindróma vírusa (SARS-CoV), amely ellen a 2002. évi kitörés után védőoltást dolgoztak ki.
Egy február 27-én, Izraelben tartott sajtótájékoztatón bejelentették, hogy a MIGAL kutatóintézet munkatársai tudományos áttörést értek el a koronavírus elleni védőoltás kifejlesztésében.
A Covid19-betegséget okozó vírus elleni vakcina kifejlesztését jelentették be a Pittsburghi Egyetem Orvostudományi Karának kutatói, a vakcina neve PittCoVacc. A Pittsburghi Egyetem és a Rotterdami Erasmus Orvosi Központ kutatócsoportja által kifejlesztett újszerű oltás az egerekben történő teszteléskor, a SARS-CoV-2 vírus ellen specifikus ellenanyagot termelt nagy mennyiségben, amely feltételezhetően elegendő lesz a vírus semlegesítésére.
Elsőként 2020. december 21-én, a Pfizer-BioNTech által kifejlesztett védőoltását engedélyezte az Európai Unió.
A brit gyógyszerfelügyeleti hatóság (Medicines and Healthcare products Regulatory Agency, MHRA) 2020. december 30-án engedélyezte az Oxford/AstraZeneca-vakcina forgalmazását.

## Fordítás
- Ez a szócikk részben vagy egészben a Coronavirus disease 2019 című angol Wikipédia-szócikk fordításán alapul.  Az eredeti cikk szerkesztőit annak laptörténete sorolja fel. Ez a jelzés csupán a megfogalmazás eredetét és a szerzői jogokat jelzi, nem szolgál a cikkben szereplő információk forrásmegjelöléseként.